# Vincentius (Konsul 401)
Flavius Vincentius war ein spätantiker weströmischer Politiker und Konsul im Jahr 401.
Vincentius war von 397 bis 400 Prätorianerpräfekt von Gallien. Vincentius war Christ und stand in Kontakt mit dem bekannten Heiligen Martin von Tours. Laut Sulpicius Severus wird Vincentius als vir egregius („herausragender Mann“) beschrieben, der in Gallien in allen Tugenden unübertroffen war. Während einer Durchreise durch Tours bat Vincentius Martin mehrfach darum, ihm ein Gastmahl in seinem Kloster auszurichten.
Symmachus richtete Briefe an Vincentius. In einem Brief bat Symmachus Vincentius um Unterstützung für seine Agenten beim Kauf von Pferden und um die Erneuerung der equorum tractoriae (eine Art staatlicher Transportgenehmigung für Pferde), die von Vincentius’ Vorgänger Theodorus gewährt worden war.
401 bekleidete er gemeinsam mit Flavius Fravitta das Konsulat.